# Kraśniewo (Poméranie)
Pour les articles homonymes, voir Kraśniewo.
Kraśniewo est une localité polonaise de la gmina rurale de Malbork située dans le powiat de Malbork en voïvodie de Poméranie. Elle se trouve au sud-est de la capitale régionale Gdańsk.

## Géographie

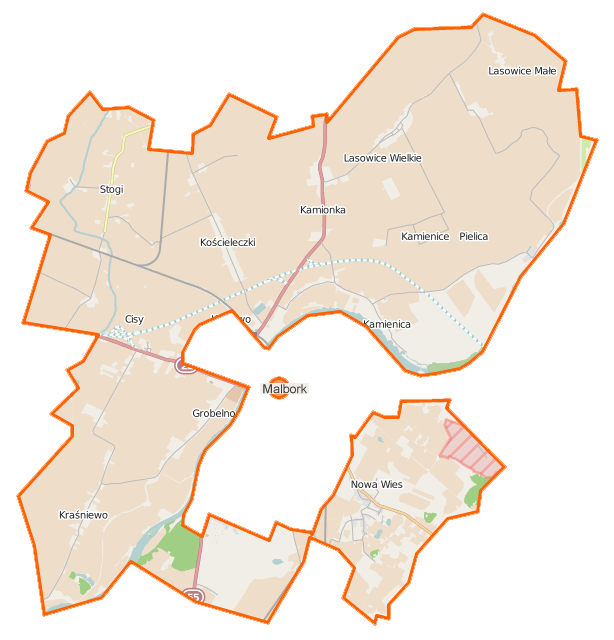
Carte de la gmina de Malbork.